# Filippo Masoni
Filippo Masoni (Reggio Emilia, 7 settembre 1982) è un ex cestista italiano.

## Carriera
Vanta oltre 180 presenze nel campionato di Legadue, collezionate con le maglie della Pallacanestro Reggiana, Sebastiani Rieti, Castelletto Ticino, Ferrara e 
Imola.